# Let ČSA 511 (červenec 1961)
Let ČSA 511 byl let ČSA, obsluhoval ho Iljušin Il-18. Let se 12. července 1961 zřítil poblíž letiště Casablanca-Anfa v Maroku. O život přišlo všech 72 lidí na palubě. Příčina nehody zůstává nejasná.
28. března 1961 jiný Iljušin Il-18 letu ČSA stejného čísla havaroval poblíž Norimberku v Německu a při havárii zemřelo všech 52 cestujících a členů posádky na palubě.